# Kent City
Kent City é uma vila localizada no estado americano de Michigan, no Condado de Kent.

## Demografia
Segundo o censo americano de 2000, a sua população era de 1061 habitantes.
Em 2006, foi estimada uma população de 1094, um aumento de 33 (3.1%).

## Geografia
De acordo com o United States Census Bureau tem uma área de
2,8 km², dos quais 2,8 km² cobertos por terra e 0,0 km² cobertos por água.

## Localidades na vizinhança
O diagrama seguinte representa as localidades num raio de 20 km ao redor de Kent City.